# Graham Hughes
Graham David Hughes (Liverpool, 28 de febrero de 1979) es un presentador de televisión y escritor británico. Es ampliamente conocido por ser la primera persona, según Guinness World Records, en visitar los 193 Estados miembros de las Naciones Unidas y varios otros territorios en todo el mundo sin tomar un vuelo en avión. Durante su viaje presentó el programa de televisión Graham's World en el canal National Geographic Adventure.

## Primeros años
Hughes nació en Liverpool en 1979. Asistió a la escuela Blackmoor Park y a la escuela Liverpool Blue Coat, y años después a la Universidad de Manchester. Se mudó a Orrell Park y fundó una empresa de producción de vídeos, primero en Dale Street y luego en el Triángulo Báltico.

## The Odyssey Expedition
Hughes nombró como «The Odyssey Expedition» (Expedición Odisea, en español) a su recorrido por los 193 países miembros de la ONU. Para el Reino Unido, visitó los cuatro países constituyentes que lo conforman (Inglaterra, Escocia, Gales e Irlanda del Norte) y contó a los Estados miembros de la ONU como cuatro países separados. Hughes también visitó el estado no miembro de la Ciudad del Vaticano, así como los estados no miembros parcialmente reconocidos de Palestina, el Sáhara Occidental, Kosovo y Taiwán, para un total de 201 países sin volar. Señaló que la gente se pregunta cómo llegó a países como Corea del Norte, Irak y Afganistán, pero afirma que «fueron los más fáciles».
Antes de emprender el viaje, Hughes se puso en contacto con Guinness World Records para acordar las reglas de su viaje. Las reglas eran: no volar como parte del viaje, no tomar taxis privados en largas distancias (los taxis compartidos «bush» estaban bien), no hacer autostop, Hughes no podía conducir un vehículo ni andar en motocicleta como parte del viaje (no se permitía «correr» en la vía pública con vehículos privados para batir récords), debe pisar tierra firme (no se computa la navegación hacia aguas territoriales) y no viajar a territorios lejanos y contarlos como una visita a la patria. Por otra parte, se le permitía el transporte privado en distancias cortas (por ejemplo, tomar un taxi privado para cruzar la ciudad), el transporte privado sobre el agua y tomarse un descanso en el viaje por motivos personales, siempre y cuando no volara como parte del programa y se acordó que el reloj no se detendría.
Los acontecimientos del viaje incluyeron el encarcelamiento en la República del Congo, ser descubierto entrando furtivamente a Rusia y ejecutar el bloqueo contra Cuba. Fue detenido en Estonia y Camerún, luego pasó tiempo en prisión en la República del Congo y Cabo Verde.
Según los informes, Guinness World Records no estaba contento con su entrada a suelo ruso, ya que era el único país al que entró sin pasar un puesto fronterizo oficial. En enero de 2013, Hughes regresó a Rusia, esta vez con una visa en mano.
Mientras estaba en The Odyssey Expedition, Hughes ayudó a recaudar fondos y crear conciencia para la organización benéfica WaterAid.

### Récords mundiales
Hughes estableció un nuevo récord mundial al visitar 133 países en un año en transporte terrestre programado durante el primero de sus cuatro años viajando.
En febrero de 2014, se anunció que Guinness World Records había confirmado que la Expedición Odisea de Hughes era «el tiempo más rápido para visitar todos los países en transporte público de superficie» (4 años y 31 días) después de un proceso de verificación extraordinariamente largo. Marco Frigatti, director de Récords, fue citado diciendo: «No recuerdo un récord más absorbente para verificar en los últimos años».